# Floréal

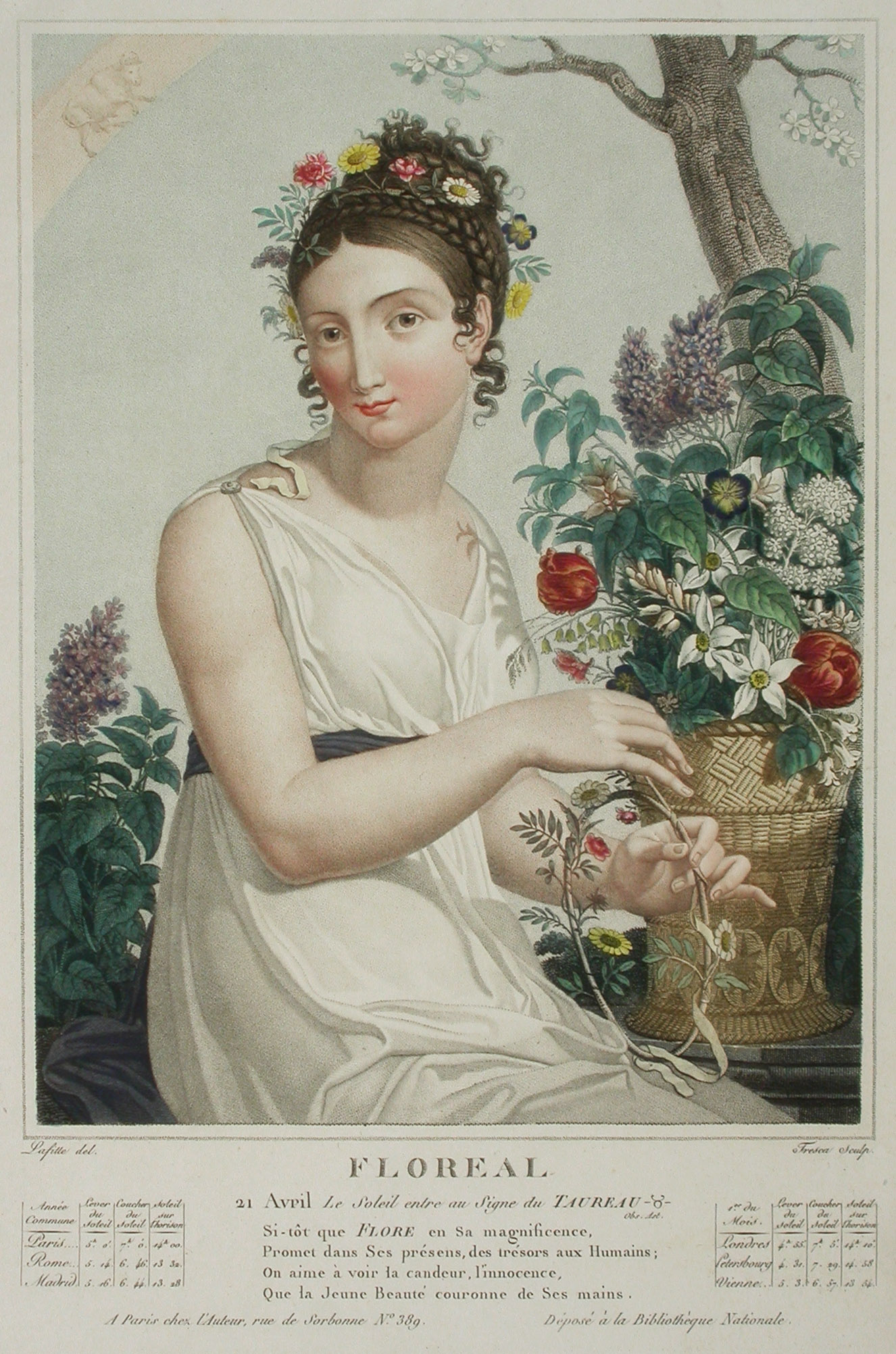
A hónap allegorikus ábrázolása

Floréal (ejtsd: floréál), magyarul: Virágzás hava, a francia forradalmi naptár nyolcadik, tavaszi hónapja.
Megközelítően – az évektől függően egy-két nap eltéréssel – megegyezik a Gergely-naptár szerinti április 20-ától május 19-éig terjedő időszakkal, amikor a Nap áthalad az állatöv Bika csillagképén.
A latin flor, ”virág” szóból származik, mivel „áprilisban és májusban bontják szirmaikat a virágok”, olvasható Fabre d’Églantine költő javaslatában, melyet 1793. október 24-én, a „Naptárkészítő Bizottság” nevében nyújtott be a Nemzeti Konventnek.
1806. január 1-jén a franciák visszatértek a Gergely-naptár használatára, ezért a XIV. esztendőben Virágzás hava már nem volt.
E hónap nevét viseli egy kisváros Mauritiuson, valamint a francia haditengerészet F-730 lajstromjelű, Prairial osztályú fregattja.

## Átszámítás
| I. év | II. év | III. év | IV. év | V. év | VI. év | VII. év |

| április | 1793 | 1794 | 1795 | 1796 | 1797 | 1798 | 1799 | május |

| I. év | II. év | III. év | IV. év | V. év | VI. év | VII. év |

| április | 1793 | 1794 | 1795 | 1796 | 1797 | 1798 | 1799 | május |

| VIII. év | IX. év | X. év | XI. év | XII. év | XIII. év |

| április | 1800 | 1801 | 1802 | 1803 | 1804 | 1805 | május |

| VIII. év | IX. év | X. év | XI. év | XII. év | XIII. év |

| április | 1800 | 1801 | 1802 | 1803 | 1804 | 1805 | május |

## Napjai
| A "Floréal" hónap napjai | A "Floréal" hónap napjai | A "Floréal" hónap napjai | A "Floréal" hónap napjai | A "Floréal" hónap napjai      | A "Floréal" hónap napjai | A "Floréal" hónap napjai    |
| ------------------------ | ------------------------ | ------------------------ | ------------------------ | ----------------------------- | ------------------------ | --------------------------- |
|                          | 1. dekád                 | 1. dekád                 | 2. dekád                 | 2. dekád                      | 3. dekád                 | 3. dekád                    |
| Primidi                  | 1.                       | Rose (rózsa)             | 11.                      | Rhubarbe (rebarbara)          | 21.                      | Statice (sóvirág)           |
| Duodi                    | 2.                       | Chêne (tölgy)            | 12.                      | Sain-foin (baltacim)          | 22.                      | Fritillaire (kockás liliom) |
| Tridi                    | 3.                       | Fougère (páfrány)        | 13.                      | Bâton d'or (sárga viola)      | 23.                      | Bourrache (tömés)           |
| Quartidi                 | 4.                       | Aubépine (galagonya)     | 14.                      | Chamérisier (törpepálma)      | 24.                      | Valériane (macskagyökér)    |
| Quintidi                 | 5.                       | Rossignol (csalogány)    | 15.                      | Ver-à-soie (selyemhernyó)     | 25.                      | Carpe (harcsa)              |
| Sextidi                  | 6.                       | Ancolie (harangláb)      | 16.                      | Consoude (nadálytő)           | 26.                      | Fusain (kecskerágó)         |
| Septidi                  | 7.                       | Muguet (gyöngyvirág)     | 17.                      | Pimprenelle (csabaíre vérfű)  | 27.                      | Civette (metélőhagyma)      |
| Octidi                   | 8.                       | Champignon (gomba)       | 18.                      | Corbeil d'or (sziklai ternye) | 28.                      | Buglose (ebnyelv-fű)        |
| Nonidi                   | 9.                       | Hyacinthe (jácint)       | 19.                      | Arroche (labodaparéj)         | 29.                      | Sénevé (fekete mustár)      |
| Decadi                   | 10.                      | Râteau (gereblye)        | 20.                      | Sarcloir (irtókapa)           | 30.                      | Houlette (pásztorbot)       |